# Carpetbagger

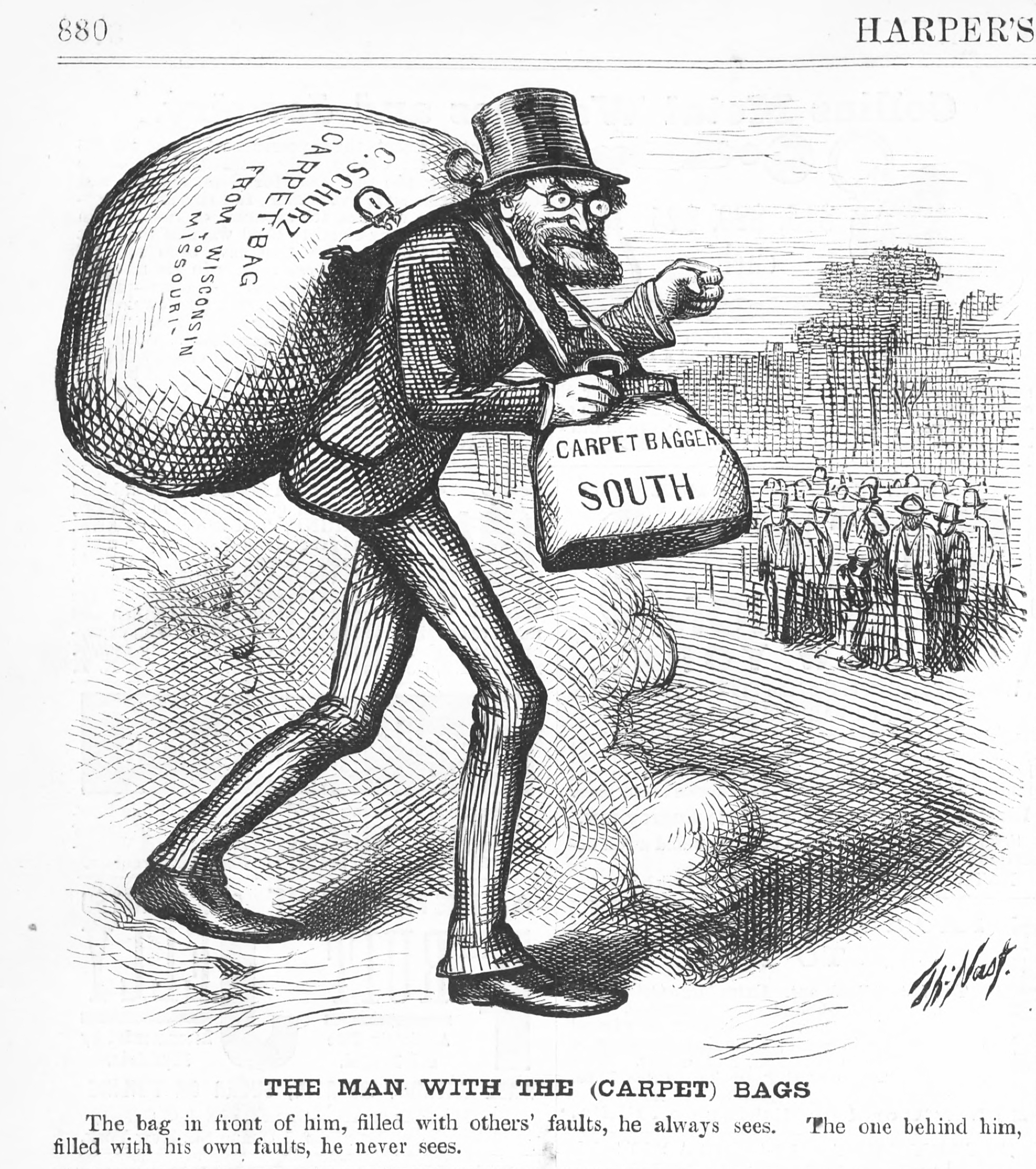
Karykatura Thomasa Nasta z 1872 – Carl Schurz jako Carpetbagger

Carpetbagger – w historii Stanów Zjednoczonych pejoratywne określenie, jakiego południowcy używali do nazywania mieszkańców północy – Jankesów, podróżujących na Południe w czasie okresu rekonstrukcji, tj. od 1865 do 1877. Termin odnosił się zarówno do osób, które próbowały szerzyć idee bliskie Republikanom, w tym również nadanie praw obywatelskich Afroamerykanom, jak i oportunistów planujących skapitalizować trudną sytuację ekonomiczną oraz polityczną południowych stanów.
W powszechnym rozumieniu określenie pierwotnie dotyczyło zatem jankeskich przyjezdnych, których celem był wyzysk miejscowych dla własnych korzyści. Z czasem jednak zaczęto go używać wobec wszystkich osób z Północy i stało się tym samym synonimiczne z wyrazem „obcy”, w pejoratywnym tego słowa znaczeniu.
Po zakończeniu okresu rekonstrukcji termin zaczął częściowo tracić negatywne konotacje. Obecnie odnosi się do osób emigrujących do danego miejsca z pobudek ekonomicznych lub politycznych, pomimo braku osobistych powiązań z miastem lub regionem. Terminu używa się również w odniesieniu do kandydata startującego w wyborach z okręgu niezwiązanego z jego miejscem urodzenia, czy miejscem zamieszkania.
Nazwa powstała od noszonych przez takich ludzi charakterystycznych, dużych i tanich toreb podróżnych, wykonanych z materiału przeznaczonego zwykle na dywany (ang. carpet bag).